# Fabresema obliqua
Fabresema obliqua là một loài bướm đêm thuộc phân họ Arctiinae, họ Erebidae.